# Timofeï Sergueïtsev
Timofeï Nikolaïevitch Sergueïtsev (en russe : Тимофей Николаевич Сергейцев), né le 3 novembre 1963 à Tcheliabinsk, est un philosophe russe associé à l'université d'État de Moscou. Il est connu pour avoir appelé à l’extermination totale de l'Ukraine et des Ukrainiens en tant que pays et groupe distincts, ce qui est vu comme un appel au génocide.

## Idéologue
Son nom devient publiquement connu lors de la guerre russo-ukrainienne et l'invasion de l'Ukraine par la Russie en 2022 déclenchée le 24 février 2022 sur l'ordre du président de la fédération de Russie, Vladimir Poutine.
Le 3 avril 2022, l’agence de presse officielle RIA Novosti, agence placée sous tutelle directe du ministère de l’Information russe, et chargée de la propagande, rendait public le plan d'action « pour une période de 25 ans » rédigé par Sergueïtsev lui même.
Dans ce document publié sous le titre « Ce que la Russie devrait faire de l’Ukraine », Sergueïtsev décrit comment neutraliser le gouvernement ukrainien pro-occidental et ses supporters au sein de la population civile ukrainienne en reprenant pour son compte la théorie du Kremlin selon laquelle l’Ukraine serait dirigée par un pouvoir ukrainien nazi, sans aucune preuve pour l'étayer, et manipulée par l’Occident pour nuire à la Russie.
Appelant à une répression idéologique, il écrit : « L’élite (nazie) doit être éliminée. Sa rééducation est impossible. Le « marécage » social, qui a activement ou passivement soutenu cette élite par son action ou son inaction, doit survivre aux affres de la guerre et doit assimiler l’expérience comme une leçon historique et l’expiation de sa culpabilité ».
Le texte, bien disponible dans les archives du net, est par la suite retiré par les autorités russes du site de Ria Novosti en raison des développements du conflit russo-ukrainien et de son intensification.

### Détails du programme
Considérant et partant du postulat non prouvé, ni étayé, que la population ukrainienne est soit majoritairement nazie, soit ayant des liens avec l'idéologie nazie, et qu'elle est dans l'idéologie russe, passivement par son soutien aux autorités ou activement dans les forces armées, responsable d'un génocide envers le peuple russe ; il décrit les mesures devant être adoptées, à ses yeux, basées sur une rééducation politique, culturelle, et une censure.

## Analyse
Le programme de Sergueïtsev au sujet de l'Ukraine est exposé par le traducteur franco-russe André Markowicz au cours de l'émission la Grande Table des idées sur France Culture le 3 juin 2022.

### La notion de génocide
Pour le professeur d’histoire à l’université Concordia et l’un des fondateurs de l’Institut montréalais d’études sur le génocide et les droits de la personne (MIGS), Franck Chalk souligne : « Le fait que Poutine essaie d’annuler les Ukrainiens comme groupe et le fait qu’il considère englober le territoire ukrainien dans la fédération de Russie sont aussi des signaux d’avertissement d’un possible génocide futur ».
Le texte dont l'intégralité est disponible sur le site des humanités se base sur le procédé typiquement totalitaire d’une inversion méthodique du langage. Tout ukrainien refusant l'invasion russe est en effet désigné comme nazi et complice d’un génocide du peuple russe.
Le projet projeté de « désukrainifier » l'Ukraine par l’élimination physique de ses élites, la destruction de l’intégrité mentale par la rééducation des masses populaires qui refusent l’annexion par la Russie, l’éradication de toute identité européenne démocratique, et le transfert de population s'apparente clairement à un projet typiquement génocidaire, au sens de la Convention pour la prévention et la répression du crime de génocide institué par l'Organisation des Nations unies (ONU) en 1948.
Eugene Finkel, expert spécialiste de la Shoah, a analysé le texte comme :"l'une des déclarations d'intention les plus explicites visant à détruire un groupe national en tant que el que j'ai jamais vue (...). Il ne s'agit pas d'une quelconque fantaisie intellectuelle, mais d'une déclaration d'intention claire et concrète de la part d'un organisme d'Etat. La définition de l'ONU est problématique, mais dans ce cas, elle va comme un gant".
Ici, la notion de génocide est employée par Timofeï Sergeïtsev, et par le pouvoir russe en général, pour désigner le prétendu processus qui aurait été institué par les Ukrainiens contre les Russes. La propagande russe l’emploie en réalité dans un exercice d'inversion des rôles, où la victime de l'invasion, ici la population ukrainienne, doit apparaître comme le bourreau de la population russe dont le génocide désignerait la destruction insidieuse de la Russie . En 2014, une importante campagne de communication avait été déployée par le pouvoir russe lors de l'invasion de la Crimée suivant le même procédé.
Le géographe et diplomate, Michel Foucher indique également que l'Ukraine est vue par le pouvoir russe d'un point de vue géographique et politique comme un élément du dispositif de défense russe (pour des raisons géographiques notamment) qui doit être au mieux contrôlé, ou pire neutralisé.
« La dénazification sera inévitablement aussi une désukrainisation », Timofeï Sergeivetz reprenant ici l'idée mise en avant par Vladimir Poutine d'une mise en cause du régime soviétique de l'URSS pour avoir créé une Ukraine nationale, et donc artificielle, et sans identité propre sur la base de territoires vus par le Kremlin, comme historiquement russes, à savoir la petite et la grande Russie, du temps de la Russie impériale légitimant pour le pouvoir russe la disparition de l'Ukraine, de sa culture, de sa population, et de son territoire tout comme celui également de la Biélorussie. En effet, dans l’imaginaire et les livres d’histoire russes, l’Ukraine n’est pas une nation et ce, dans l'objectif d'éviter toute forme de séparatisme,.
En outre, Michel Foucher analyse que ce conflit porte l’empreinte du conflit entre une Russie arcboutée et bloquée sur un passé en tant que puissance autocratique et impériale qui ne peut être imaginée sans l'Ukraine, et qui cherche à reconstituer sa zone d'influence perdue à la suite de l'effondrement de l'URSS et de la désintégration l'empire soviétique. A ce sujet, la déclaration de l'ancien président Dmitri Medvedev a déclaré "L'Ukrainité est un faux. Elle n'a jamais existé et n'existe pas" exprime bien l'incapacité russe à s'imaginer aujourd'hui que comme un empire et ce, malgré les accords dite Mémorandums de Budapest signés en 1994 ou les autorités russes avaient reconnu les frontières et la souveraineté de l'Ukraine après le démantèlement du Bloc de l'Est.
Or, la conception politique russe est aujourd'hui confrontée à l’Ukraine, État-nation souverain depuis 1991, après plusieurs épisodes intermédiaires d'autonomie comme république indépendante en 1917-1922, et dont le futur s'incline désormais davantage vers le monde démocratique et euro-atlantique comme l'a démontré la crise de l'Euomaïdan,.
Pour Timofeï Sergeïtsev, le pluralisme démocratique en provenance de l'occident est également lui, assimilé à un totalitarisme nazi.

### L'emploi du terme nazi
Timofeï Sergeivetz associe le nationalisme de la nation ukrainienne résistante à l'influence russe et souhaitant se démarquer de l'influence russe au nazisme.
L'historienne franco-russe Galia Ackerman, autrice de l'ouvrage : Le régiment immortel : la guerre sacrée de Poutine, analyse sur l'instrumentalisation de l'histoire russe par le pouvoir, indique également que l'emploi de cette sémantique par le pouvoir russe n'est pas nouvelle. Elle souligne que Staline qualifiait de nazis les personnes qui demandaient davantage de libertés et de démocratie. Ce fut également le cas du maréchal Tito - dirigeant de la Yougoslavie (1892-1980), désigné sous le qualificatif de nazi lors de la rupture Tito-Staline bien qu'il eût également combattu les Allemands pendant la Seconde Guerre mondiale.
Elle souligne également qu'« en 1968, quand les chars russes ont envahi la Tchécoslovaquie, on ne disait pas que les Tchèques étaient des nazis, mais on disait quand même qu’il s’agissait de prévenir une invasion de la Tchécoslovaquie par les nazis allemands. On parlait très facilement des fascistes ou nazis sionistes. Bref, tous ceux qui étaient contre les Soviétiques devenaient automatiquement des fascistes ou des nazis .
Elle rappelle aussi que dans les territoires qui furent repris et contrôlés par le pouvoir soviétique (dont notamment les Pays baltes, la Pologne, la Roumanie, la Tchécoslovaquie) il y eut des purges, des déportations, des assassinats ciblés et des procès. La dictature nazie fut remplacée par la répression du pouvoir communiste au sein de l'empire soviétique. Or, cette vision de l’histoire, partagée par l’ensemble de l’Europe qui fut occupée par les Soviétiques, est totalement intolérable pour les Russes.
Galia Ackerman rappelle également le vote d'une loi en 2015 par le parlement ukrainien de « décommunisation », en interdisant tout symbole communiste comme tout symbole nazi soulignant la faiblesse des mouvements d'extrême droite en Ukraine. En 2019, l'extrême droite ukrainienne a réalisé un score électoral de 2%.
Elle analyse également que la résistance des ukrainiens au pouvoir russe est assimilée au nazisme, toute glorification de combattants opposés à l'action de la Russie, étant perçue comme tel pour le pouvoir russe comme la loi promulguée en Ukraine valorisant la résistance contre l'armée soviétique faisant référence à l'intense résistance ukrainienne, à l'image de celle des Pays Baltes, annexés de force en 1940 par l'URSS, qui, baptisée Frères de la forêt dura jusque dans les années 1950 contre le pouvoir russe. Elle décrit ce mécanisme par un détournement de l'histoire de la Seconde Guerre mondiale soulignant que les russes : « eux sont dans la logique nous avons vaincu les nazis, nous sommes le bien. Ceux qui se battent contre nous sont des nazis » passant sous silence le pacte germano-soviétique d'Août 1939, les gains territoriaux, l'expansion territoriale russe et les pertes de souveraineté pour les pays limitrophes qui en résultèrent.
Les accusations de nazisme renvoient au rôle de l'Ukraine durant la Seconde Guerre mondiale, lorsque des Ukrainiens de l'Ouest ont rallié l'Allemagne nazie pour lutter contre le pouvoir soviétique et notamment la collectivisation agricole honnie par la population . « La cause de ces ralliements n'était pas l'idéologie nazie, mais le fait que l'Allemagne leur avait promis de les aider à être indépendants de l'URSS » analyse également Carole Grimaud-Potter, professeure de géopolitique russe à l'université de Montpellier,.
À contrario, comme l'indique l'agrégé et docteur en philosophie, Michel Eltchaninoff, aucun travail historique, en Russie, n'a été effectué sur les crimes de la période soviétique et notamment stalinienne. Ce qui a amené une partie de la population russe dans un mouvement de nostalgie de la période soviétique face aux délabrements socio-économique et militaire du pays dans les années 1990 à regretter, voire, à idéaliser l'URSS oubliant au passage la censure, la répression, l'absence de libertés, la répression idéologique, les difficultés matérielles, les pénuries alimentaires, la difficulté de voyager et l'internement des opposants politiques à domicile ou dans les hôpitaux psychiatriques,. Ce phénomène amplifié par les initiatives du pouvoir russe comme le soutien au régiment immortel traduit en réalité le regret de la perte du statut de grande puissance d'une Russie désormais en conflit avec ses voisins.
A l'inverse, le régime russe s'appuie sur le souvenir de la Grande Guerre Patriotique (appellation russe de la Seconde Guerre mondiale) dans sa tentative depuis 2010 d’inscrire positivement le stalinisme et l'histoire de l'URSS dans l’histoire russe, ainsi que sur les habitudes rhétoriques héritées de l’Union soviétique, et en particulier l’accusation de « nazi » ou de « fasciste » comme artifice rhétorique visant à discréditer les opposants au régime.
Galia Ackerman indique également les racines idéologiques et culturelles sous-jacentes : « C’est une question très émotionnelle pour ce régime, avec cette insistance sur Kiev comme étant la mère des villes russes, parce que c’est le berceau de l’orthodoxie. Idéologiquement, l’Empire russe a besoin de l’Ukraine, il ne peut pas se constituer avec le Kazakhstan ou le Kirghizistan. La clé de la restauration de l’Empire, c’est l’Ukraine. Ils feront tout pour contrôler avec des collaborateurs locaux, qui, bien sûr, vont se manifester. C’est inévitable ».
Michel Foucher souligne aussi dans son ouvrage Ukraine-Russie : la carte mentale du duel, que le terme nazi fut employé par Staline dès les années 1930 contre les opposants russes critiques vis à vis de sa politique de répression des koulaks. Le terme fut également utilisé à l'encontre de l'Occident à partir de 1948 durant la période de la guerre froide, en Hongrie en 1956 avec l'insurrection de Budapest contre le pouvoir soviétique ou contre les Pays Baltes en 2004 qui cherchaient fermement à se dégager de la sphère d'influence russe. En réalité, le terme de nazi est employé par la Russie contre tous ceux où celles qui s'opposent à son influence ou autorité, et qui aspirent à la souveraineté nationale et la liberté,,.
Durant la révolution ukrainienne de 2014 dite Euromaïdan , la propagande russe a qualifié l’intégralité des manifestants de «fascistes», ou de «néo-nazis», en se focalisant sur la présence vérifiée parmi les manifestants de membres du parti d’extrême-droite Svoboda (mouvement politique ayant obtenu 1,6% aux élections présidentielles ukrainienne en 2014).
En réalité, le pouvoir russe utilise ici la technique de manipulation rhétorique visant à tenter d’associer l’intégralité d’un mouvement politique à ses membres les plus extrémistes, en agissant comme si les motivations d'une fraction de ces derniers étaient partagées par l'ensemble des manifestants. Cette rhétorique est donc tactiquement employée par la Russie pour qualifier ses opposants de «fascistes» et de «nazis» alors que parallèlement, elle soutient volontairement, financièrement et politiquement les extrêmes-droites européennes pour affaiblir l'Union Européenne.
Il faut également souligner que le pouvoir politique russe n'a pas procédé, à l'appui de sa thèse, à de recherches approfondies pour démontrer, étayer et justifier la présence de nazis en Ukraine.
De même, Jean Francois Bouthors, dans un article de septembre 2022 paru sur le site Desk Russie rappelait que la journaliste russe Anna Politkovskaïa, assassinée le 7 octobre 2006 à son domicile, écrivait dans son ouvrage paru en 2003, intitulé Tchéchénie, le déshonneur russe que le 9 mai 2002, jour de la victoire en Russie, que le président Vladimir Poutine lors d'une réception au Kremlin avait qualifié « les terroristes tchétchènes » de « nazis » et qu'aucune pitié ne pouvait valoir pour ceux qui n'étaient pas « avec nous ».
Le rappel de l'agression nazie de 1941, en employant le terme de nazi comme le fit le président russe Vladimir Poutine le lundi 21 février 2022, permet au pouvoir russe actuel, au travers d'une manipulation de l'Histoire, de se placer d'une part, en héritier de l'URSS qui fut parmi les vainqueurs de la Seconde Guerre mondiale en 1945 (en oubliant le Pacte germano-soviétique de 1939 à 1941 et l'occupation de l'Europe centrale et Orientale qui s'ensuivit jusqu'en 1991) et d'autre part, de justifier son expansion territoriale actuelle sur l'Ukraine indépendante depuis 1991 ainsi que ses frontières validées en 1994 (mémorandum de Budapest), dont il nie l'identité et la culture spécifiques pour mieux reconstituer sa sphère d'influence perdue.

### Les mesures détaillées
Parallèlement, la professeure en histoire agrégée et docteure en Histoire, Cécile Dunouhaud, souligne également que la durée de 25 ans démontre bien que le concept de dénazification est envisagé comme un processus de long terme s’inscrivant également dans une vision de l’histoire déformée.
La maitre de conférence en histoire contemporaine et spécialiste de l'Union soviétique, Françoise Thom, indique que le plan exposé, loin d'être une simple guerre, vise en réalité à procéder à la liquidation de la nation ukrainienne par russification de sa population.
Elle démontre que le territoire de l’ex-État ukrainien sera divisé en « républiques populaires » sur le modèle des entités du Donetsk et de Louhansk. Le recours aux travaux forcés indiqué dans le programme signifie également le rétablissement et l’organisation de goulags (camps de travaux forcés) sur le territoire ukrainien.
Elle analyse également que dans les premiers mois de l'invasion russe du territoire ukrainien, des épisodes de terreur de masse, l’enlèvement systématique des élites politiques locales, la déportation des femmes et des enfants en Russie, la création de camps de filtration pour trier les Ukrainiens en distinguant les « russifiables » de ceux qui ne le sont pas ont été mis en place. Avec le massacre de Boutcha, Elle démontre qu'il ne s'agit pas d'atrocités ou d'exactions dues aux militaires russes, mais bien au contraire la mise en œuvre délibérée d’une politique de rééducation par la terreur du peuple ukrainien.
Le journaliste Daniel Schneidermann, dans une chronique sur le site Arrêt sur images, souligne également le danger de cette idéologie en prenant en exemple le démenti des autorités russes concernant le massacre de Boutcha. En effet, il démontre que s'il faut « dénazifier » les complices actifs ou passifs des nazis ukrainiens, alors les massacres de Boutcha, et d'autres localités sont alors parfaitement justifiés, puisque correspondant aux exigences de cette « dénazification » et de ce fait soulignant l'incohérence de la position russe.
Françoise Thom expose que la création d'une « agence russe de dénazification en principe dans les rangs de Rossotroudnitchestvo (Agence fédérale russe pour la coopération culturelle internationale), chargée de mettre en œuvre cette politique de dénazification suppose un contrôle total de la Russie sur le territoire ukrainien, et une perte totale de la souveraineté de cet État dans ses frontières.
De plus, elle souligne que la thèse soutenue par Timofeï Sergueïtsev, selon laquelle le « peuple fraternel » de l'Ukraine serait victime d'une oppression de la part d'un pouvoir nazi installé à Kiev, et soutenu par l'Occident, n'attendait que de se soulever dès que la Russie lui tendrait une main secourable, message diffusé par la propagande russe, est en vérité démentie par les faits et démontrée par la réalité de l'intense résistance ukrainienne.
Elle analyse enfin que Timofeï Sergueïtsev associe « nazisme » et « européisme ». La « déseuropéanisation » parallèle de l’Ukraine et de la Russie n’est qu’un prologue comme le laisse entendre le politologue russe Vladimir Mojegov, qui vise en réalité toute l'Europe : « Notre objectif en Ukraine n’est pas de déplacer le foyer antirusse de 1 000 km vers l’ouest, mais de créer sur nos frontières occidentales un pont et un tremplin vers une nouvelle Europe, non pas vers l’Europe actuelle du chaos et de la décadence, mais vers l’Europe de la Tradition ».
Finalement, l'objectif se rapproche toujours de la même stratégie de la Russie vis-à-vis de l'Europe inscrite dans la tendance profonde historique de l'impérialisme russe : découpler les États-Unis et les pays d'Europe, et contribuer à étendre la domination russe sur l'ensemble continental européen.

### La finalité
Pour le chercheur anglais Andrew Wilson, il apparaît qu'en réalité l'idéologie déployée par Timofeï Sergeïtsev souligne du point de vue russe que l'Ukraine est décrite comme le jouet de l'Occident contre la Russie. Ce faisant, il ignore délibérément que l’identité nationale d'un pays est toujours, partout et avant tout une question d'un choix culturel collectif.
Pour le site Les Humanités, il apparaît que la tribune de Sergueïtsev exprime pour la première fois, d’une façon on ne peut plus nette que la guerre menée par la régime de Poutine ne s’attaque pas seulement à l’Ukraine, mais en réalité à l’ensemble des valeurs européennes et occidentales. Dans la vision de Sergueïtsev, l’Europe et l’Occident, vu comme fondamentalement nocifs, sont responsables d’un effondrement civilisationnel, contre lequel la Russie doit faire rempart s'inscrivant dans l'arc idéologique russe messianique de sauveuse du monde. La guerre en Ukraine, loin de n’être qu’une guerre territoriale, est donc, pour l’un des idéologues les plus proches de Poutine, en réalité une guerre de civilisation.